# Wir aus Mülheim
Wir aus Mülheim (Eigenschreibung: WIR AUS Mülheim; Langform: Wählerinitiative Ruhr – Alternativ - Unabhängig - Solidarisch Mülheim an der Ruhr; Kurzform: WIR AUS Mülheim) ist eine Wählergruppe in Mülheim an der Ruhr. Bei der Kommunalwahl 2004 wurden zwei ihrer Vertreter in den Rat der Stadt Mülheim gewählt. Im Jahr 2009 konnte nur eins der beiden Mandate verteidigt werden, so auch 2014.

## Selbstdarstellung
Die Wählergruppe selbst bezeichnet sich als überparteiliches Personenbündnis. In ihrer Selbstdarstellung legen sie Wert darauf, dass sie „keiner parteipolitischen Richtung verpflichtet“. So war nur von einem der beiden 2004 gewählten Ratsherren, Gerhard Schweizerhof und einer der beiden Bezirksvertreterinnen, seiner Frau Sabine, bekannt, dass sie Mitglieder der MLPD waren bzw. sind.

## Politische Positionen
Die Forderungen von WIR, z. B. „Kostenloses Mittagessen für jedes Schulkind!“ oder „Priorität für kostenlose Bildung“, sind dem linken politischen Spektrum zuzuordnen.

## Im Rat der Stadt
In der Wahlzeit des Rates der Stadt Mülheim von 2010 bis 2014 gehörten der Stadtverordnete Gerhard Schweizerhof (WIR AUS Mülheim) der Fraktion WIR-Linke an. Seit 2014 gehört für das Wählerbündnis der fraktionslose Cevat Bicici dem Rat an.

## Beziehungen zur MLPD
Zur kommunalpolitischen Strategie der Marxistisch-Leninistischen Partei Deutschlands (MLPD) gehört es, in den Städten Kommunalwahlbündnisse zu unterstützen, auf deren Listen ihre Mitglieder in die Vertretungen einziehen können. 
Als das Ratsmitglied von WIR AUS Mülheim Detlef Habig Ende Juni 2007 gegenüber der NRZ erklärte, dass Kommunismus und die Ziele der MLPD nicht vereinbar mit den Zielen von WIR AUS Mülheim seien, legte ein Mitglied der MLPD der Mitgliederversammlung eine Erklärung vor, sich von Habig zu distanzieren. Die Erklärung wurde mehrheitlich angenommen. Habig trat daraufhin 2007 aus der Wählergruppe aus. Sein Ratsmandat behielt er.
Die Wahlveranstaltung zur Kommunalwahlliste 2014 brachte eine Wende in die Beziehungen von WIR AUS Mülheim zur MLPD: Nach mehreren verlorenen Abstimmungen zur Frage der Verteilung von Aufwandsentschädigungen, versuchten die im Bündnis organisierten MLPD-Mitglieder die Veranstaltung zu sprengen. Die übrigen Anwesenden reagierten mit einer erneuten Abstimmung, die der Block erneut verloren hatte - daraufhin verließen sämtliche MLPD Anhänger die Veranstaltung. In Folge kandidierte die bisherige Bezirksvertreterin Sabine Schweizerhof nicht erneut auf der Liste von WIR AUS Mülheim.

## Wahlen
| Wahl                               | Wähler           | %                | Mandate          |
| ---------------------------------- | ---------------- | ---------------- | ---------------- |
| Kommunalwahl am 25. Mai 2014       |                  |                  |                  |
| - Ratswahl                         | 948              | 1,43             | 1 von 54         |
| - Bezirksvertretungen              | 630              | 0,95             | 0 von 58         |
| Kommunalwahl am 30. August 2009    |                  |                  |                  |
| - Ratswahl                         | 1.749            | 2,6              | 1 von 58         |
| - Bezirksvertretungen              | 1.640            | 2,4              | 1 von 57         |
| - Oberbürgermeisterwahl            | keine Kandidatur | keine Kandidatur | keine Kandidatur |
| Kommunalwahl am 26. September 2004 |                  |                  |                  |
| - Ratswahl                         | 1.937            | 2,8              | 2 von 52         |
| - Bezirksvertretungen              |                  |                  | 2 von 58         |